# Aéroport de Miyazaki
L'aéroport de Miyazaki (宮崎空港, Miyazaki kūkō) (code IATA : KMI • code OACI : RJFM) est un aéroport desservant Miyazaki, capitale de la préfecture du même nom, au Japon.

## Situation
L'aéroport est situé à 3,2 km sud-sud-est de Miyazaki.

### Carte des 50 principaux aéroports du Japon
| Akita Amami Aomori Asahikawa Chūbu Fukuoka Fukushima Hakodate Hanamaki Hiroshima Ibaraki Ishigaki Izumo Kagoshima Kansai Kitakyushu Kobe Kōchi Komatsu Kumamoto Kumejima Kushiro Iwakuni Matsuyama Memanbetsu Miho-Yonago Misawa Miyako Miyazaki Nagasaki Nagoya Naha Tokyo · Narita Niigata Ōita Okayama Osaka Saga Sendai Shin-Chitose Shizuoka Shonai Takamatsu Tokachi-Obihiro Tokushima Tokyo · Haneda Tottori Toyama Tsushima Yamaguchi Ube |

## Compagnies aériennes et destinations
| Compagnies                                  | Destinations                               |
| ------------------------------------------- | ------------------------------------------ |
| All Nippon Airways                          | Fukuoka, Nagoya-Chūbu, Osaka, Tokyo-Haneda |
| Asiana Airlines                             | Séoul-Incheon                              |
| China Airlines                              | Taïwan-Taoyuan                             |
| Eastar Jet                                  | Séoul-Incheon                              |
| Japan Airlines                              | Osaka, Tokyo-Haneda                        |
| Japan Airlines opéré par Japan Air Commuter | Fukuoka                                    |
| Jetstar Japan                               | Tokyo-Narita                               |
| Peach Aviation                              | Osaka-Kansai                               |
| Solaseed Air                                | Okinawa-Naha, Tokyo-Haneda                 |

Édité le 09/01/2020

## Statistiques
Pour des raisons techniques, il est temporairement impossible d'afficher le graphique qui aurait dû être présenté ici.

Voir la requête brute et les sources sur Wikidata.

## Accès
La gare de l'aéroport de Miyazaki permet l'accès en train depuis le centre-ville de Miyazaki.